# تيري فان هورن
تيري فـان هورن (بالإنجليزية: Terry Van Horne)‏ هو سياسي أمريكي، ولد في 24 فبراير 1946 في بيتسبرغ في الولايات المتحدة، وتوفي في 30 يناير 2012. حزبياً، نشط في الحزب الديمقراطي. وقد انتخب عضو مجلس نواب بنسيلفانيا.